# Синнурис
Синну́рис — город и центр района в губернаторстве Эль-Файюм в Египте. Находится в центральной части губернаторства, в 10 км к северу от центра губернаторства, города Файюм. Население насчитывает 82 134 человек (2006 год). 

## Район
Район включает 12 сельских общин (26 деревень и 177 более мелких поселений). Население района составляет 350 087 человек. Доля неграмотных 39,1%. Среднегодовой доход населения составляет 2391,8 долларов США. Площадь района - 1230 км.
В районе активно занимаются выращиванием сельскохозяйственных культур.